# Asteromella coccothrinacis
Asteromella coccothrinacis är en svampart som beskrevs av Petr. & Cif. 1930. Asteromella coccothrinacis ingår i släktet Asteromella, klassen Dothideomycetes, divisionen sporsäcksvampar och riket svampar.   Inga underarter finns listade i Catalogue of Life.